# Mary Lou Zoback
Mary Lou Chetlain Zoback (* 5. Juli 1952 in Sanford (Florida)) ist eine US-amerikanische Geophysikerin und Geologin. 
Zoback studierte Geologie und Geophysik an der Stanford University, wo sie 1974 ihren Bachelorabschluss, 1975 ihren Masterabschluss machte und 1978 in Geophysik promoviert wurde. Seit 1979 ist sie bei der United States Geological Survey, anfangs als Fellow des Nationalen Forschungsrates der USA 1978/79, wobei sie Erdwärmeflüsse untersuchte. 1990/91 war sie in einem Sabbatjahr an der Universität Karlsruhe als Gilbert Fellow der US Geological Survey.
Zoback befasst sich mit tektonischen Fragen und Erdbeben, insbesondere dem in situ Spannungsfeld der Erdkruste und dessen Verhältnis zu Deformation durch Erdbeben. 1986 bis 1992 leitete sie das World Stress Map Project des International Lithosphere Program. Sie untersuchte die Spannungen an der San-Andreas-Verwerfung und war 1990 bis 1992 im Untersuchungsteam für das geplante US-amerikanische Endlager für Kernabfälle in den Yucca Mountains. 
Zoback ist in herausragenden Positionen in Erdbebensicherheitsfragen engagiert. Sie war Chief Scientist des Earthquake Hazards Team des US Geological Survey in Menlo Park und war regionale Koordinatorin des Northern California Earthquake Hazards Program. 2006 leitete sie das Organisationskomitee für die Aktivitäten (Earthquake Centennial Alliance) zur Erinnerung an das San Francisco Erdbeben von 1906. Sie berät in Fragen der Erdbebenrisiken (Vice President Earthquake Risk Applications) bei der Firma Risk Management Solutions in Newark (Kalifornien). 2006 erhielt sie den Leadership, Innovation, and Outstanding Accomplishments in Earthquake Risk Reduction Award des Earthquake Engineering Research Institute.
1985 bis 1989 war sie Mitglied des Geodynamics Committee des National Research Council. 
Sie ist seit 1973 mit Mark Zoback verheiratet.
1987 erhielt sie die James B. Macelwane Medal der American Geophysical Union und 2007 den Public Service Award und die Arthur L. Day Medal der Geological Society of America. Sie ist Fellow der American Geophysical Union, der Geological Society of America (in deren Rat sie war und dessen Präsidentin sie 2000 war) und der National Academy of Sciences (1995).

## Schriften
- State of stress in the conterminous United States. Journal of Geophysical Research, Band 85, 1980, S. 6113–6156
- New evidence on the state of stress on the San Andreas fault system. Science, Band  238, 1987, S. 1105–1111
- Global patterns of tectonic stress. Nature, Band 341, 1989, S. 291–298
- First and second order patterns of stress in the lithosphere: the World Stress Map project. Journal Geophysical Research, Band  97, 1992, S. 11703–11728
- Abrupt along-strike change in tectonic style:  San Andreas fault zone, San Francisco Peninsula. Journal of Geophysical Research, Band 104, 1999, S. 10719–10,742
- Analysis of the tsunamis generated by the Mw7.8 1906 San Francisco earthquake. Geology, Band 27, 2000, S. 15–18
- Grand challenges in earth and environmental sciences: science, stewardship, and service for the 21st century. GSA Today[2], Band 11, 2001, S. 41–46
- The 1906 earthquake and a century of progress in understanding earthquakes and their hazards, GSA Today. Online